# 석주선
석주선(石宙善, 1911년 9월 17일~1996년 3월 3일) 은 대한민국의 복식사학자, 민속학자이다. 본관은 광주(廣州)이며, 호는 난사(蘭斯)이다. 석주명의 여동생이다.
평생을 바쳐 한복 연구에 매진한 선구적인 한복 연구가이다. 1952~58년 수도여자사범대학 교수, 1958~76년 동덕여자대학교 교수를 지냈고, 1977년 단국대학교 대학원 교수로 재직하면서 1981년 개인소장품 3,365점과 도서 3,000여 권을 단국대학교에 기증, 단국대학교부속 석주선기념민속박물관이 설립되어 관장을 맡았다. 한국복식사학자로서 8·15해방 직후부터 민속유물을 조사·수집·정리하여 최초로 유형·무형 문화재가 되게 했고, 특히 조선 중·후기의 복식과 장신구를 정리·보존하는 데 큰 역할을 했다.

## 생애
1911년 평안남도 평양에서 아버지 석승서와 어머니 김의식 사이에서 3남 1녀 중 외동딸로 태어난 석주선 여사는 1930년 평안남도 평양 명륜여자고등보통학교를 졸업하고 이후 옷을 공부하기 위해 일본으로 건너가 1941년 일본 도쿄(東京) 고등양재학원을 졸업하고, 8·15 광복 전까지 도쿄 고등양재학원의 교수로 재직하였다. 1950년까지는 국립과학박물관 공예연구실장을 지냈으며 항상 후학 교육 시 실증적인 유물을 뒷받침하여 가르쳤던 것으로 알려져 있다.
석주선 박사는 일생을 통해 연구하고 수집한 전통복식 및 민속 유물 3,365점을 기증하였는데 특히 17세기 순조의 삼녀 덕온공주의복(중요민속자료 제1호), 심동신금관조복(중요민속자료 제2호), 항아당의(중요민속자료 제213호),  광해군비 중궁 유씨의 당의(중요민속자료 제215호) 등 당의와 생활유품 같은 국가지정 중요민속자료를 보관하다 단국대학교에 기증하였고 단국대학교는 1981년 5월 2일 별도의 박물관을 세워 ‘석주선기념민속박물관’을 개관하였다.
1967년 11월 3일 개교 20주년 기념일을 맞아 ‘단국대학교 부속 박물관’으로 개관하였던 단국대학교 박물관과 1999년 3월 ‘석주선기념박물관(石宙善紀念博物館)’으로 통합되었다.
석주선 기념박물관은 그녀가 기증한 한복을 바탕으로 중앙박물관과 합치면서 동아시아 고전미술에 대한 연구를 펼치고 있다. 전통복식과 민속유물 3365점으로 출발, 현재는 9421점의 국내 최대 복식자료를 수장한 박물관답게 귀중한 문화재가 소장돼 있다.
1961∼1977년 문화재 위원(문화부), 1981∼1986년 방송 자문위원(한국방송공사), 1983∼1995년 영정 심의위원(문화체육부), 1986∼1995년 민속자료평가 심의위원(국립민속박물관), 1983∼1995년 여성솜씨 전시회 심사위원(서울특별시), 1987∼1995년 신사임당 심사위원(주부클럽연합회), 1983∼1995년 한국 전통미술인회 자문위원 및 고문 등을 두루 역임하였다.
1996년 3월 3일 충청남도 천안에서 숙환으로 사망하였다.

## 학력
- 평안남도 평양 명륜여자고등보통학교 졸업(1930년)
- 일본 도쿄 고등양재학원 전문학사(1941년)

### 명예 박사 학위
- 영남대학교 명예 이학박사

## 상훈
- 1972년 제1회 양서출판문화상 저술 부문 금상(경향신문사)
- 1973년 제2회 교육공로상(서울특별시 교육위원회)
- 1980년 제20회 한국출판문화상 제작상(한국일보사)
- 1991년 제23회 대한민국 예술문화상 문화 부문 은관문화훈장(문화부)

## 저서 및 작품
- 〈우리나라 옷〉
- 〈한국복식사〉
- 〈흉배 胸背〉
- 〈장신구〉
- 〈속 한국복식사〉
- 〈의 衣〉
- 〈관모(冠帽)와 수식(首飾)〉

## 같이 보기
- 석주명
- 덕온공주의복
- 항아당의